# Harry Potter en de Orde van de Feniks (film)
Harry Potter en de Orde van de Feniks (oorspronkelijke titel: Harry Potter and the Order of the Phoenix) is de vijfde Harry Potterfilm, gebaseerd op het gelijknamige boek van de Britse schrijfster J.K. Rowling. De film ging in de meeste landen (waaronder Nederland en België) in première op woensdag 11 juli 2007. In Groot-Brittannië ging de film op vrijdag 13 juli in première.
De film werd geregisseerd door David Yates, een op het Europese vasteland tot dan toe vrij onbekende regisseur. Het script werd geschreven door Michael Goldenberg. De themamuziek van John Williams werd opnieuw gebruikt en aangevuld met muziek van Nicholas Hooper.
De film kreeg een PG-waarschuwing mee, wat betekent dat ouders wordt aangeraden met hun kinderen mee te kijken. In Nederland kreeg de film, net als de vorige film en alle vervolgfilms, een 12+-rating.

## Verhaal
Harry heeft aan het einde van het vorig schooljaar Voldemort zien terugkeren. Cornelis Droebel, de Minister van Toverkunst, gelooft hem echter niet en ontkent het hele verhaal om onrust binnen de tovenaarsgemeenschap te voorkomen. Albus Perkamentus (die Harry wel gelooft) en Harry zijn hierdoor "persona non grata" en worden op alle mogelijke manieren zwartgemaakt. Harry's geestelijke gezondheid wordt in twijfel getrokken door de krant (de Ochtendprofeet) en Perkamentus wordt afgezet als hoofd van de Wikenweegschaar (de tovenaarsrechtbank). Door alle negatieve publiciteit die Harry krijgt, wordt hij ook door veel klas- en schoolgenoten niet geloofd en gemeden.
Tijdens de schoolvakantie wordt hij in zijn woonplaats Klein Zanikem aangevallen door twee Dementors. Zijn neef Dirk Duffeling, die erbij is, lijkt er gek van geworden te zijn en omdat Harry toverde in het bijzijn van een Dreuzel terwijl hij nog minderjarig was, moet hij verschijnen voor de Wikenweegschaar die wordt voorgezeten door de Minister van Toverkunst. Hij wordt uiteindelijk vrijgesproken door tussenkomst van Perkamentus, die Harry's buurvrouw, Mevrouw Vaals, heeft opgeroepen als getuige.
Halverwege de schoolvakantie en nog voor de rechtszitting wordt Harry opgehaald door de Orde van de Feniks. Zij nemen hem mee naar het hoofdkwartier, waar hij zijn vrienden en peetoom Sirius Zwarts weer terugziet.
Perkamentus heeft de Orde van de Feniks weer bijeengeroepen om tegenstand te bieden aan Voldemort. Het gerucht gaat namelijk dat die een leger samenstelt en daartegen moet actie ondernomen worden. Sirius Zwarts heeft zijn huis aan het Grimboudplein in Londen beschikbaar gesteld aan de Orde. Voor het begin van het schooljaar wordt Harry door de leden van de Orde opgehaald en naar het Grimboudplein gebracht. Daar begint Harry te dromen over een mysterieuze lange gang met een zwarte deur aan het eind; deze dromen blijven terugkeren.
Droebel heeft, om invloed te kunnen uitoefenen op Zweinstein, zijn ondersecretaris Dorothea Omber aangesteld als lerares Verweer tegen de Zwarte Kunsten. Wanneer Harry, Ron en Hermelien weer naar school gaan krijgen ze les van haar. Alle leerlingen hebben onmiddellijk een hekel aan haar. Al na korte tijd wordt Omber door Droebel benoemd tot "Hoog-Inquisiteur", en mag ze de schoolregels vaststellen en aanpassen. Zo maakt ze zichzelf steeds belangrijker op Zweinstein, en ontneemt ze de leerlingen alle plezierigheden. Omber geeft de leerlingen ook geen praktijkles meer, maar onderwijst slechts (door het Ministerie goedgekeurde) magische verdedigingstheorie. Om toch nog praktijkles in Verweer Tegen de Zwarte Kunsten te krijgen komt Hermelien met het idee om dan maar het heft in eigen handen te nemen, en zo wordt de Strijders van Perkamentus opgericht, een groep van studenten die onder leiding van Harry magisch verweer leert.
Zodra Omber er lucht van krijgt dat er een "buitenschoolse" vereniging is opgericht, vaardigt ze een nieuw decreet uit, waarin ze stelt dat alle verenigingen worden opgeheven. Vanaf dat moment is dus de "SVP" een illegale vereniging. De leerlingen zetten echter door en vinden in de school een ruimte (de Kamer van Hoge Nood genoemd. In de film wordt deze ruimte onbedoeld gevonden door Marcel Lubbermans) die alleen maar te vinden is wanneer je ècht heel hard iets nodig hebt. Hier komen de leerlingen samen.
Harry's dromen over de lange gang blijven doorgaan, ook al krijgt hij inmiddels van Professor Sneep les in Occlumentie, een techniek die je leert je te verdedigen tegen indringers in je geest. Het vermoeden bestaat namelijk dat Voldemort door begint te krijgen dat hij Harry's geest kan beïnvloeden en hiervan misbruik zal gaan maken. Harry blijkt echter helemaal niet goed te zijn in Occlumentie (of Sneep onderwijst het hem niet goed, dit wordt zowel in het boek als in de film in het midden gelaten). Op een nacht vlak voor Kerst "droomt" Harry dat Arthur Wemel, Rons vader, de wacht houdt voor de mysterieuze deur en wordt gebeten door Nagini, de slang van Voldemort. Ron, die ziet dat Harry een nachtmerrie heeft, waarschuwt Professor Anderling, die op haar beurt Professor Perkamentus waarschuwt. Perkamentus zorgt er vervolgens voor dat Arthur Wemel wordt gezocht (en gevonden), en hij blijkt inderdaad door een slang gebeten en zwaargewond te zijn. Alle Wemels en Harry en Hermelien worden per Viavia naar het Grimboudplein gestuurd, waar ook Arthur Wemel naartoe komt nadat hij uit het ziekenhuis is ontslagen. Harry's "dromen" blijken dus geen dromen te zijn, maar wanneer Harry's geest volledig ontspannen is (zoals tijdens zijn slaap) heeft hij een connectie met Voldemort, en ziet hij wat Voldemort doet.
Tegen het einde van het schooljaar gebeurt dit opnieuw. Harry ziet in zijn slaap dat Sirius Zwarts door Voldemort gevangen wordt gehouden in de ruimte die Harry al vaker heeft gezien, en waarvan hij inmiddels weet dat het het gebouw van het Ministerie van Toverkunst is. Harry wil Sirius in zijn eentje gaan redden maar enkele leden van de SVP (Marcel, Loena, Ginny, Ron en Hermelien) staan erop hem te vergezellen. Alleen is het een hele toer om er te komen: ze worden namelijk dwarsgezeten en gehinderd door het nieuwe schoolhoofd. Toch weten ze haar af te wimpelen in het Verboden Bos. Wanneer ze aankomen in het gebouw van het Ministerie gaan ze naar het Departement van Mystificaties en treffen daar een lege ruimte aan. Zwarts noch Voldemort is er te vinden. Voldemort blijkt Harry in de val te hebben gelokt en een aantal Dooddoeners gaat in gevecht met Harry en probeert hem te doden. Tijdens het gevecht worden de leden van de SVP geassisteerd door de Orde van de Feniks. Bellatrix van Detta, een Dooddoener, vecht tegen Sirius en doodt hem. Harry is woedend en rent haar achterna naar het Atrium, waar ze Voldemort zelf tegen het lijf lopen. Op het moment dat Voldemort Harry wil doden komt Perkamentus binnen en gaat met Voldemort in gevecht. Er ontstaat een spectaculair toverduel. Perkamentus, de enige tovenaar waar Voldemort bang voor is, weet Voldemort af te weren. Maar Voldemort probeert Harry's geest binnen te dringen en hem zo te doden. Helaas voor Voldemort is Harry sterker en slaagt hij er niet in om Harry van het leven te beroven. Dan verdwijnt Voldemort, maar niet voordat Cornelis Droebel nog een glimp van hem opvangt. Nu beseft ook het Ministerie dat Voldemort teruggekeerd is, en Harry en Perkamentus worden gerehabiliteerd.
Weer terug op school praten Perkamentus en Harry over de Profetie die Voldemort zo graag wilde hebben, en waarvoor hij Harry naar het Departement van Mystificaties had gelokt. De Profetie blijkt te vertellen dat "de één niet kan voortleven als de ander niet dood is", hetgeen betekent dat Harry Voldemort zal moeten doden, of andersom. Harry beseft dat hij Voldemort zal moeten doden, of zelf zal worden gedood. Maar hij heeft ten minste een doel om te vechten, zegt hij tegen zijn vrienden op weg naar de Zweinsteinexpress.

## Rolverdeling
Indien van toepassing is ook de oorspronkelijke Engelse naam van het personage aangegeven. De Nederlandse stemmen staan rechts.
| Acteur                 | Personage                                             | Nasynchronisatie       |
| ---------------------- | ----------------------------------------------------- | ---------------------- |
| Daniel Radcliffe       | Harry Potter                                          | Trevor Reekers         |
| Emma Watson            | Hermelien Griffel / Hermione Granger                  | Eveline Beens          |
| Rupert Grint           | Ron Wemel / Ron Weasley                               | Adriaan van Veldhuizen |
| Timothy Bateson (stem) | Knijster / Kreacher                                   | Hein Boele             |
| Helena Bonham Carter   | Bellatrix van Detta / Bellatrix Lestrange             | Lasca ten Kate         |
| David Bradley          | Argus Vilder / Argus Filch                            | Stan Limburg           |
| Robbie Coltrane        | Rubeus Hagrid                                         | Hans Hoekman           |
| Warwick Davis          | Filius Banning / Filius Flitwick                      | Reinder van der Naalt  |
| Alfred Enoch           | Daan Thomas / Dean Thomas                             |                        |
| Tom Felton             | Draco Malfidus / Draco Malfoy                         | Sander van der Poel    |
| Ralph Fiennes          | Heer Voldemort / Lord Voldemort                       | Frederik de Groot      |
| Michael Gambon         | Albus Perkamentus / Albus Dumbledore                  | Wim van Rooij          |
| Brendan Gleeson        | Alastor "Dwaaloog" Dolleman / Alastor "Mad Eye" Moody | Sander de Heer         |
| Richard Griffiths      | Herman Duffeling / Vernon Dursley                     | Rob van de Meeberg     |
| Robert Hardy           | Cornelis Droebel / Cornelius Fudge                    | Jérôme Reehuis         |
| George Harris          | Romeo Wolkenveldt / Kingsley Shacklebolt              | Roberto de Groot       |
| Joshua Herdman         | Karel Kwast / Gregory Goyle                           |                        |
| Kathryn Hunter         | Arabella Vaals / Arabella Figg                        |                        |
| Jason Isaacs           | Lucius Malfidus / Lucius Malfoy                       | Hajo Bruins            |
| Katie Leung            | Cho Chang                                             |                        |
| Matthew Lewis          | Marcel Lubbermans / Neville Longbottom                | Max Beens              |
| Evanna Lynch           | Loena Leeflang / Luna Lovegood                        | Meghna Kumar           |
| Tony Maudsley          | Groemp / Grawp                                        |                        |
| Harry Melling          | Dirk Duffeling / Dudley Dursley                       | Remy Gieling           |
| William Melling        | Nigel Wespurt / Nigel Wolpert                         |                        |
| Devon Murray           | Simon Filister / Seamus Finnigan                      |                        |
| Gary Oldman            | Sirius Zwarts / Sirius Black                          | Fred Delfgaauw         |
| James Phelps           | Fred Wemel / Fred Weasley                             | Willem Rebergen        |
| Oliver Phelps          | George Wemel / George Weasley                         | Willem Rebergen        |
| Chris Rankin           | Percy Wemel / Percy Weasley                           | Rolf Koster            |
| Alan Rickman           | Severus Sneep / Severus Snape                         | Filip Bolluyt          |
| Fiona Shaw             | Petunia Duffeling / Petunia Dursley                   | Marjolein Algera       |
| Maggie Smith           | Minerva Anderling / Minerva McGonagall                | Paula Majoor           |
| Imelda Staunton        | Dorothea Omber / Dolores Umbridge                     | Marloes van den Heuvel |
| Natalia Tena           | Nymphadora Tops / Nymphadora Tonks                    | Nurlaila Karim         |
| David Thewlis          | Remus Lupos / Remus Lupin                             | Laus Steenbeeke        |
| Emma Thompson          | Sybilla Zwamdrift / Sybill Trelawney                  | Hetty Heyting          |
| Julie Walters          | Molly Wemel / Molly Weasley                           | Karin Bloemen          |
| Jamie Waylett          | Vincent Korzel / Vincent Crabbe                       |                        |
| Mark Williams          | Arthur Wemel / Arthur Weasley                         | Jon van Eerd           |
| Bonnie Wright          | Ginny Wemel / Ginny Weasley                           | Kirsten Fennis         |

## Achtergrond

### Productie
De meeste opnamen werden opnieuw in de Leavesden Studios gedaan. Onder meer de enorme ruimtes van het Atrium en het Departement van Mystificaties werden daar gebouwd, de grootste sets ooit in de geschiedenis van de Harry Potterfilms. Ook de sets van het Grimboudplein en de Ligusterlaan (waar Harry woont) werden in de Leavesden Studios gebouwd. De buitenopnames vonden op diverse locaties plaats, waaronder Londen en Schotland.
Voor de film waren 1400 shots met visuele effecten nodig. Meer dan 950 hiervan werden verzorgd door Double Negative.

### Muziek
De originele filmmuziek werd gecomponeerd door Nicholas Hooper. Er werd ook een soundtrackalbum uitgebracht door Abbey Road Studios.

### Verschillen met het boek
Net als bij de voorgaande film moest het verhaal van het boek voor de verfilming worden teruggesnoeid naar puur de primaire verhaallijn. Michael Goldenberg had de taak dit te doen. Volgens de producers wilde J.K. Rowling gewoon een goede film zien, en gaf ze toestemming om hiervoor verschillende zaken in het verhaal aan te passen.
Een van de wijzigingen die Goldenberg noodgedwongen moest aanbrengen, maar waar hij zelf het meest tegenop zag, was het weglaten van de sport zwerkbal uit de film. Niet alleen omdat alle voorgaande films een subplot hadden rondom zwerkbal, maar ook omdat in het boek Ron’s personage duidelijk een karakterontwikkeling doormaakt terwijl hij zich voor het zwerkbalteam probeert te classificeren.
Veel personages zijn niet in de film verwerkt, zoals Rita Pulpers. Ook Knijster dreigde weg te worden gelaten, maar Rowling stond erop dat hij een rol in de film zou krijgen, naar later bleek vanwege zijn belangrijke rol in het laatste deel van de serie. Zijn rol in de vijfde film is wel beduidend kleiner dan in het boek.

## Prijzen en nominaties
De film werd genomineerd voor in totaal 39 prijzen, waarvan hij er 10 won:
2007:
- De Sierra Award voor Best Art Direction
- Drie National Movie Awards:
  - Best Family
  - Best Performance by a Female (Emma Watson)
  - Best Performance by a Male (Daniel Radcliffe)
- De Teen Choice Award voor Choice Summer Movie - Drama/Action Adventure

2008:
- De Empire Award voor beste regisseur
- De Audience Award voor beste film bij de European Film Awards
- De Golden Trailer Award voor beste familie/animatie
- De People's Choice Award voor Favorite Movie Drama
- De VES Award voor Outstanding Special Effects in a Motion Picture.